# Mimosa petraea
Mimosa petraea är en ärtväxtart som beskrevs av Robert Hippolyte Chodat och Emil Hassler. Mimosa petraea ingår i släktet mimosor, och familjen ärtväxter. IUCN kategoriserar arten globalt som nära hotad.

## Underarter
Arten delas in i följande underarter:
- M. p. hirtula
- M. p. petraea